# 特急「富士」に乗っていた女
『特急「富士」に乗っていた女』（とっきゅうふじにのっていたおんな）は、西村京太郎の推理小説。1989年に角川書店から刊行された。

## ストーリー
警視庁捜査一課十津川警部の部下、北条早苗は、誰にでも好かれる性格の美人刑事であった。ある日、十津川に北条早苗の事を問い質す電話があった。てっきり、結婚調査の類であると早とちりしていた所で、北条早苗の婚約者と称する山野辺宏という男が、特急「富士」の車内で殺害されたことが知らされる。しかも、休暇届を提出していた北条早苗が乗り合わせていたのである。当然、容疑は彼女に向けられるが、福岡県警によると黙秘を続けているという。十津川とその右腕、亀井刑事は福岡へ直行する。
北条早苗と話をすると、意外な答が返ってくる。殺された男から、殺人現場となった電車の切符と手紙が送られてきたという。部下の無実を信じ、マスコミや世間が見つめる中で、十津川はとんでもない行動に出る。

## 登場人物

### 警視庁捜査一課
- 十津川省三
- 亀井定雄
- 北条早苗

### その他
- 山野辺宏